# Pieter van den Hoogenband
Pieter van den Hoogenband (n. 14 martie 1978, Maastricht, Țările de Jos) este un fost înotător neerlandez specializat în stilul liber, care a cucerit șapte medalii olimpice, inclusiv trei de aur, de-a lungul carierei.

## Legături externe
- en  Prezentare la Swimrankings.net
- en Pieter van den Hoogenband la Olympedia.org